# Rauchbeker
De NHVB beker of de Rauchbeker was het provinciale voetbalbekertoernooi van Noord-Holland dat werd georganiseerd door de Noordhollandsche Voetbalbond (NHVB). De beker was vernoemd naar bondserelid W. Rauch in verband met zijn jarenlange bestuurslidmaatschappen bij de NHVB. 

## Geschiedenis

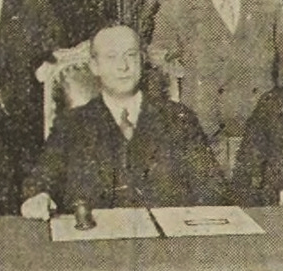
W. Rauch Czn., bondserelid en naamgever van de NHVB beker.

Jaarlijks streden de Noord-Hollandse voetbalclubs, die actief waren in de competities van de KNVB maar afkomstig waren in het gebied van de Noordhollandsche Voetbalbond, om de Rauchbeker, ook wel de NHVB beker genoemd. De winnaar verdiende een eenjarig bezit van de beker, die destijds werd uitgeloofd door de heer Rauch, de voorzitter van VV Zeemeeuwen die na jarenlang bestuurslid te zijn geweest bij de NHVB, bondserelid werd. Over deze voetbalzendeling kan men in 1914 lezen: "Een van der meest bekende voormannen op voetbalgebied, de heer W. Rauch Czn, beijvert zich tegenwoordig voor de voetbalzaak door in verschillende plaatsen, meer speciaal in Noord-Holland, lezingen te houden over het voetbalspel en over de spelregels". 
Zeemeeuwen kwam zelf uit in de Haarlemsche Voetbalbond, maar kreeg in 1927 toestemming om deel te nemen. De clubs dienden zich elk seizoen in te schrijven bij de NHVB voor deelname. Het kwam voor dat hooggeplaatste tweede elftallen ook werden ingeschreven, vooral wanneer het eerste elftal al actief was in het toernooi om de KNVB beker. Desalniettemin kwam het voor dat spelers van eerste elftallen bijwijlen meespeelden met de reserveteams.
In 1923 won WFC de Rauchbeker, nadat het tweemaal met 2–2 gelijkspeelde tegen HRC. Hierop werd WFC na loting door de NHVB aangewezen als winnaar.
In 1959 werd onder verantwoordelijkheid van de KNVB begonnen met het toernooi om de Districtsbeker en kwam de NHVB beker ten einde.

## Finales
| Jaar | Winnaar               | Uitslag | Finalist          |
| ---- | --------------------- | ------- | ----------------- |
| 1916 | ZVV Zaandam           | 2–1     | WFC               |
| 1917 | WFC                   | 6–2     | HFC Helder        |
| 1919 | WFC                   | 2–1     | ZFC               |
| 1920 | HVV Hollandia         | 3-2     | ZFC R             |
| 1921 | HVV Hollandia         | ?–?     | ZVV               |
| 1923 | WFC R                 | 2–2 nl  | HRC               |
| 1924 | HFC Helder            | 2–0     | ZFC               |
| 1925 | HRC                   | 1–0     | WFC               |
| 1926 | HRC                   | 6–0     | OSV               |
| 1927 | KFC                   | 4-0     | ZVV               |
| 1928 | ZFC R                 | ?       | ?                 |
| 1929 | ZFC R                 | n.g.    | HRC               |
| 1930 | WFC R                 | 6-4     | ZVV Zaanlandia    |
| 1931 | Purmersteijn          | 5-4     | WFC R             |
| 1932 | KVV                   | 3–2     | ZVV Zilvermeeuwen |
| 1933 | KVV                   | 3-2 nv  | ZVV Zaandijk      |
| 1934 | KFC R                 | 4–2     | VV Zeemeeuwen     |
| 1935 | HFC Helder R          | 3–2     | ZFC R             |
| 1936 | VAVV Alcmaria Victrix | 7–3     | OSV               |
| 1937 | HFC Helder            | 4–3     | HVV Hollandia     |
| 1938 | Purmersteijn          | 2–1     | VV Wieringerwaard |
| 1939 | ZFC R                 | 2–1     | HRC R             |
| 1944 | VV VZV?               | ?–?     | VV Schagen?       |
| 1950 | KVV                   | 4–2     | Vitesse '22       |